# شامل فلیح
شامل فلیح (انگلیسی: Shamil Flayeh; ۱ ژوئیهٔ ۱۹۴۰ – ۳۰ نوامبر ۲۰۱۷) بازیکن فوتبال اهل عراق بود.
وی همچنین در تیم ملی فوتبال عراق بازی کرده‌است.